# Derrick Brew
Derrick Brew (ur. 28 grudnia 1977) – amerykański lekkoatleta, sprinter, złoty medalista igrzysk olimpijskich w Atenach w sztafecie 4 × 400 metrów i brązowy medalista w biegu na 400 metrów. W latach 2001–2005 na Mistrzostwach Świata trzykrotnie zdobywał w sztafecie złoty medal. W 2003 roku został zdyskwalifikowany i pozbawiony medalu w sztafecie z powodu dopingu wykrytego u Calvina Harrisona.
Złoty medalista uniwersjady w sztafecie 4 × 400 metrów (1999). Drugi zawodnik Światowego Finału IAAF (bieg na 400 m, Monako 2004). Zwycięzca pucharu świata (sztafeta 4 x 400 m, Ateny 2006).

## Rekordy życiowe
- bieg na 300 metrów – 32,40 (2006)
- bieg na 400 metrów – 44,29 (2009)